# HD 44219
HD 44219 är en ensam stjärna belägen i den sydöstra delen av stjärnbilden Enhörningen. Den har en  skenbar magnitud av ca 7,70 och kräver åtminstone en stark handkikare eller ett mindre teleskop för att kunna observeras. Baserat på parallaxmätning inom Hipparcosuppdraget på ca 19,8 mas, beräknas den befinna sig på ett avstånd på ca 164 ljusår (ca 50 parsek) från solen. Den rör sig närmare solen med en heliocentrisk radialhastighet på ca -12 km/s.

## Egenskaper
HD 44219 är en gul till vit stjärna i huvudserien av spektralklass G3 V Den har en massa som är ungefär lika med en solmassor, en radie som är ca 1,4 solradier och har ca 1,8 gånger solens utstrålning av energi från dess fotosfär vid en effektiv temperatur på ca 5 700 K.

## Planetsystem
År 2009 upptäcktes en gasjätte i cirkulation kring HD 44219. Den har en massa av 1,19 ± 0,02 Jupitermassa och en omloppsperiod av ca 472 dygn.